# Hoya shepherdii
Hoya shepherdii ist eine Pflanzenart der Gattung der Wachsblumen (Hoya) aus der Unterfamilie der Seidenpflanzengewächse (Asclepiadoideae).

## Beschreibung

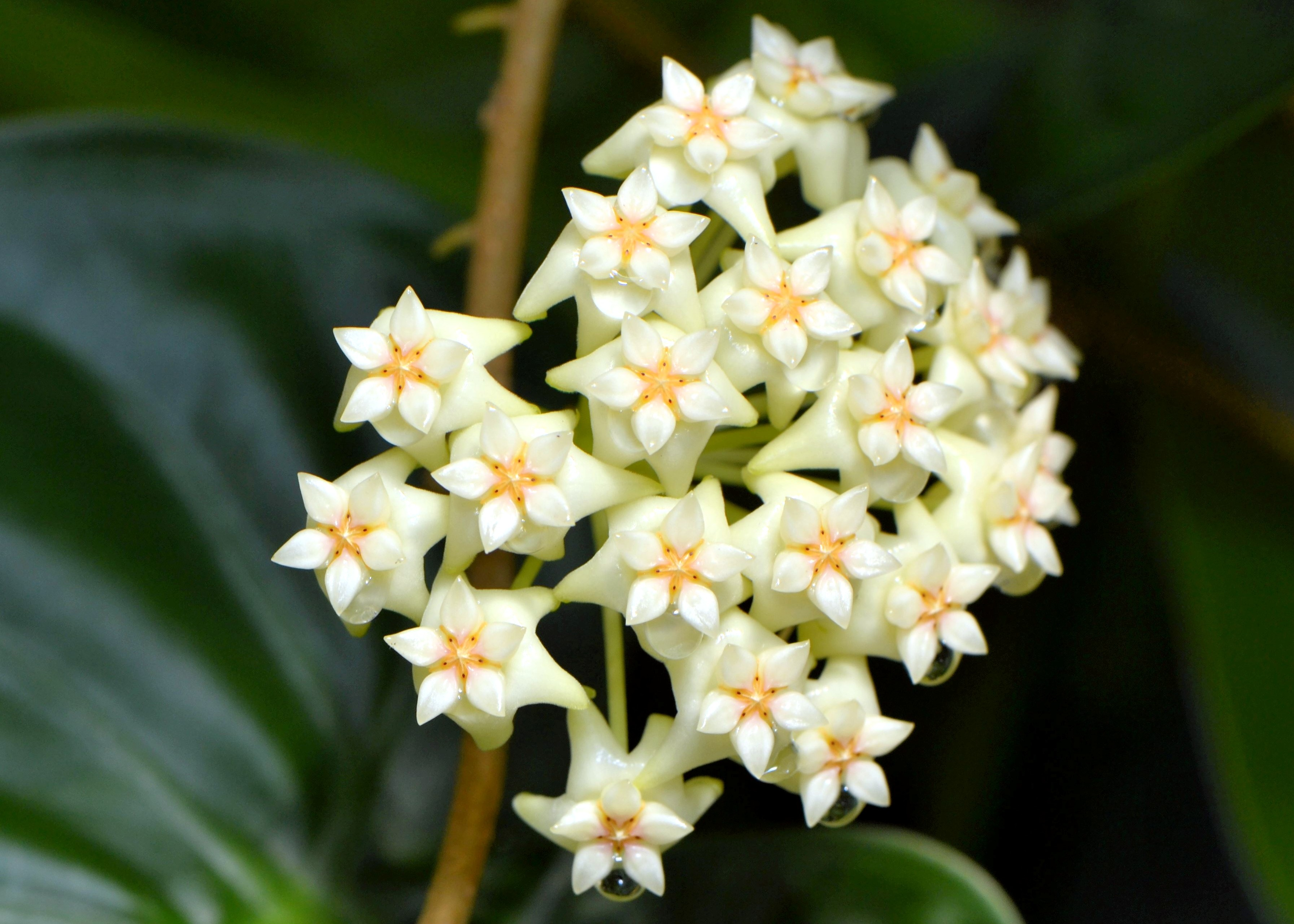
Doldiger Blütenstand mit radiärsymmetrischen Blüten

### Vegetative Merkmale
Hoya shepherdii ist eine ausdauernde krautige Pflanze und wächst epiphytisch und kletternd auf Felsen. Die bei einem Durchmesser 2 Millimetern stielrunden Sprossachsen sind bis zu 1 Meter lang.
Die gegenständig oder einzeln stehenden Laubblätter sind in Blattstiel und Blattspreite gegliedert. Der kurze Blattstiel ist im Querschnitt rund und nach unten gebogen. Die Blattspreite hängt daher nach unten. Die fleischigen bis lederigen, leicht sukkulenten Blattspreiten sind dunkelgrün gefärbt mit einer glatten, glänzenden Oberfläche, wobei die Unterseite etwas blasser als die Oberseite ist. Die Blattspreite ist bei einer Länge von etwa 15 Zentimetern sowie einer Breite von etwa 1 Zentimetern (11 Zentimeter lang, 2 Zentimeter breit) linealisch-lanzettlich mit lang zugespitztem oberen Ende. Im Querschnitt ist die Blattspreite V-förmig und die Oberseite ist rinnig. Die Blattnervatur ist nicht sichtbar.

### Generative Merkmale
Neue Blütenstände erscheinen an den Blattknoten zwischen den Blättern, aber auch immer wieder an den abgeblühten Blütenstandstielen. Der kompakte halbkugelige doldige Blütenstand misst bis etwa 5 cm im Durchmesser und enthält fünf bis zwölf (bis 15) Blüten. Der keulige Blütenstandsschaft ist 1 bis 4 Zentimeter lang.
Die Blüten duften stark. Die zwittrige Blüte ist bei einem Durchmesser von etwa 1,3 bis 1,5 Zentimetern radiärsymmetrisch und fünfzählig. Die Blütenfarbe ist weiß bis rosafarben. Die fünf Kelchblätter sind breit dreieckig. Die fünf Kronblätter sind basal verwachsen. Die Kronblattzipfel ist breit dreieckig und meist leicht nach oben gestreckt, sodass die Blüte insgesamt flach uhrglasförmig wirkt. Die Spitzen der Kronblattzipfel sind leicht zurückgebogen. Die Oberfläche der Kronblattzipfel ist dicht mit rauen, weißen Haaren besetzt. Die Nebenkrone ist weißlich. Die Zipfel der staminalen Nebenkrone sind breit eiförmig mit einem spitz zulaufenden, aufsteigenden Fortsatz. Der innere Fortsatz ist zugespitzt und dunkelviolett.

### Ähnliche Arten
Hoya shepherdii ähnelt der Hoya longifolia und wurde auch schon als Synonym dieser Art aufgefasst. Hoya longifolia hat längere und schmalere Blätter, die zudem nicht so stark sukkulent sind. Die Blütenstände von Hoya longifolia sind größer, die Blütenstandsschäfte länger. Die Nebenkrone ist dagegen bei Hoya shepherdii flacher mit kürzerem Stiel, und sie ist auch kleiner im Verhältnis zum Durchmesser der Blütenkrone als bei Hoya longifolia. Auch Hoya wayetii Kloppenb. hat eine ähnliche Blattform, jedoch völlig andere Blüten.

## Vorkommen
Hoya shepherdii kommt im südlichen Himalayavorland in Sikkim sowie in den Khasi-Bergen im nördlichen indischen Bundesstaat Meghalaya und in der südwestlichen Volksrepublik China vor. Sie wächst dort in Nebelwäldern in Höhenlagen zwischen 1000 und 2000 Metern.

## Taxonomie
Die Erstbeschreibung von Hoya shepherdii erfolgte 1861 durch William Jackson Hooker im 87. Band des Curtis Botanical Magazine auf Tafel 5269 (mit Text). Aufgrund der Blattform wurde Hoya shepherdii Hook. auch als Synonym von Hoya longifolia Wall. ex Wight aufgefasst.

## Belege